# Tibouchina solmsii
Tibouchina solmsii là một loài thực vật có hoa trong họ Mua. Loài này được Cogn. miêu tả khoa học đầu tiên năm 1891.